# La Berceuse (film, 1960)
Pour plus de détails, voir Fiche technique et Distribution.
Pour les articles homonymes, voir La Berceuse (homonymie).
La Berceuse (en russe : Колыбельная, Kolybelnaïa) est un film dramatique soviétique réalisé par Mikhaïl Kalik et sorti en 1960,.

## Synopsis
Vétéran de la Seconde Guerre mondiale le pilote Lossev apprend que sa fille Aurika née à Tchekany (quartier de Chișinău) en 1941 lorsqu'il était déjà mobilisé et qu'il croyait périe lors d'un bombardement, est probablement vivante. Elle doit avoir dix-sept ans. Il se lance à sa recherche.

## Fiche technique
- Titre : La Berceuse
- Titre original : Колыбельная
- Réalisation : Mikhaïl Kalik
- Scénario : Issaï Kouznetsov et Avenir Zak
- Photographie : Vadim Derbeniov
- Musique : David Fedov
- Direction artistique : Sergueï Ioutkevitch
- Décors : Stanislav Boulgakov, Aurelia Roman
- Montage : Mikhail Kalik
- Son : Vitali Lavrik
- Chef d'orchestre : Veronika Doudarova
- Second réalisateur : Alexandre Matveïev
- Caméra : Dmitri Motorny
- Production : Moldova-Film
- Pays d'origine : URSS
- Langue : russe
- Format : noir et blanc - Mono - 35 mm
- Genre : film dramatique
- Durée : 95 minutes
- Dates de sortie :1960[2],[3]
  - Union soviétique : 25 avril 1960

## Distribution
- Nikolaï Timofeiev (ru) : Lossev
- Viktoria Lepko (ru) : Aurika, fille de Lossev
- Lioubov Roumiantseva : fille d'archiviste
- Ekaterina Savinova : Olga
- Iouri Soloviov : sergent Mikheiev
- Ada Voïtsik : Ekaterina Borissovna
- Tatiana Gouretskaia : Zinaïda Vassilievna
- Iossif Koline (ru) : apothicaire
- Mikhaïl Troïanovski (ru) : archiviste
- Evgueni Teterine (ru) : Mikhaïl Iakovlevitch
- Lev Krougly (ru) : Liova
- Svetlana Svetlitchnaïa : Nata
- Vladimir Zamanski : Andrei Petrianu
- Elena Izmaïlova (ru) : enquêtrice
- Vitali Tchetverikov (ru) : Pavel
- Vladimir Ratomski (ru) : Diomouchkine, l'archivaire
- Klavdia Polovikova (ru) : Anfissa